# August Albanus (Mediziner)
Karl August Albanus (russisch Август Адольфович Альбанус; spätestens seit 1877 auch Karl August von Albanus; * 21. Apriljul. / 3. Mai 1837greg. in Dünamünde; † 31. Maijul. / 12. Juni 1887greg. in Riga) war ein russischer Arzt und Zoologe.

## Leben

### Herkunft und Familie
August entstammte einer deutschbaltischen Familie. Er war ein Enkel des aus Beucha stammenden Geistlichen August Albanus (1765–1839) sowie ein Sohn des Pastors Adolf Albanus (1798–1856) und der Helene Dahl. Er vermählte sich 1862 mit Helene Brückner († 1871).

### Werdegang
Albanus absolvierte seine Schulbildung zunächst auf der vom Vater geführten Privatlehranstalt in Engelhardtshof, anschließend von 1853 bis 1854 am Landesgymnasium Birkenruh. Dann studierte er von 1855 bis 1859 an der Kaiserlichen Universität Dorpat Zoologie und Medizin, wurde 1860 zum Dr. med. promoviert. 1861 unternahm er noch Studien außerhalb Russlands.
Seit dem Jahr 1862 war er freipraktizierender Arzt in St. Petersburg und übernahm im selben Jahr die Stellung als Ordinator am Obuchow-Hospital, ebenfalls in St. Petersburg, in der er bis 1871 auch blieb.
Seit 1862 war er auch Mitglied der „Vereinigung St. Petersburger Ärzte“ und seit 1884 Mitglied der „deutschen ärztlichen Vereinigung“. Er wurde 1872 Leibarzt des Generalgouverneurs von Transkaukasien, Großfürst Michael Nikolajewitsch Romanow in Tiflis, was er nach dessen Rückkehr nach St. Petersburg bis 1887 blieb. Er führte den Titel eines Ehrenleibmedikus, war seit 1877 Wirklicher Staatsrat und avancierte späterhin noch zum Geheimrat.
Seinen Abschied hat er 1887 erhalten, verzog dann nach Riga und war noch im selben Jahr Ehrenmitglied der „Vereinigung St. Petersburger Ärzte“.

### Auszeichnungen
- Hausorden der Wendischen Krone II. Klasse
- Sonnen- und Löwenorden III. Klasse (1872)
- Friedrichs-Orden Komtur II. Klasse (1876)
- Orden vom Zähringer Löwen Kommandeur II. Klasse (1876)
- Orden des Heiligen Stanislaus I. Klasse mit Schwertern (1878)
- Orden des Heiligen Wladimir III. Klasse mit Schwertern (1877)
- Bronze-Medaille „In Erinnerung an den russisch-türkischen Krieg von 1877–1878“
- Medaille „In Erinnerung an die Krönung Kaiser Alexanders III.“
- Orden der heiligen Anna I. Klasse
- Roter Adlerorden II. Klasse mit Stern

### Werke
- Experimentelle Untersuchungen über die Beziehung des Halsstranges des Sympathicus zur Temperatur des Kaninchenohres, Dorpat, 1860 (Dissertation)
- Zwölf Fälle von Tuberculose des Bauchfelles. In: St. Petersburger medicinische Zeitschrift, Band 17, St. Petersburg 1870, S. 313–353.